# 水素化ホウ素アルミニウム
水素化ホウ素アルミニウム（aluminium borohydride）は、化学式がAl(BH4)3の無機化合物である。アルミニウムボロヒドリドとも呼ばれる。揮発性、自然発火性の液体で、ロケット燃料、ジェット燃料添加物、実験室での還元剤として使われる。ほとんどの金属水素化ホウ素金属がイオン化合物であるのに対し、水素化ホウ素アルミニウムは共有結合化合物である。

## 合成
水素化ホウ素アルミニウムは、水素化ホウ素ナトリウムと塩化アルミニウムの反応で得られる。
{\displaystyle {\ce {3 NaBH4\ + AlCl3 -> Al(BH4)3\ + 3 NaCl}}}
非自然発火性物質のテトラヒドロフラン(THF)中で行う、水素化ホウ素と塩化アルミニウムの類似反応でも合成できる。
{\displaystyle {\ce {3Ca(BH4)2\ + 2AlCl3 -> 3CaCl2\ + 2Al(BH4)3}}}

## 反応
すべての水素化ホウ素化物と同様に、還元剤およびヒドリド供与体である。水と反応して水素ガスを発生し、カルボン酸エステル、アルデヒドおよびケトンをアルコールに還元する。